# Budha
Pour les articles homonymes, voir Budha (homonymie).
Ne doit pas être confondu avec Buddha.

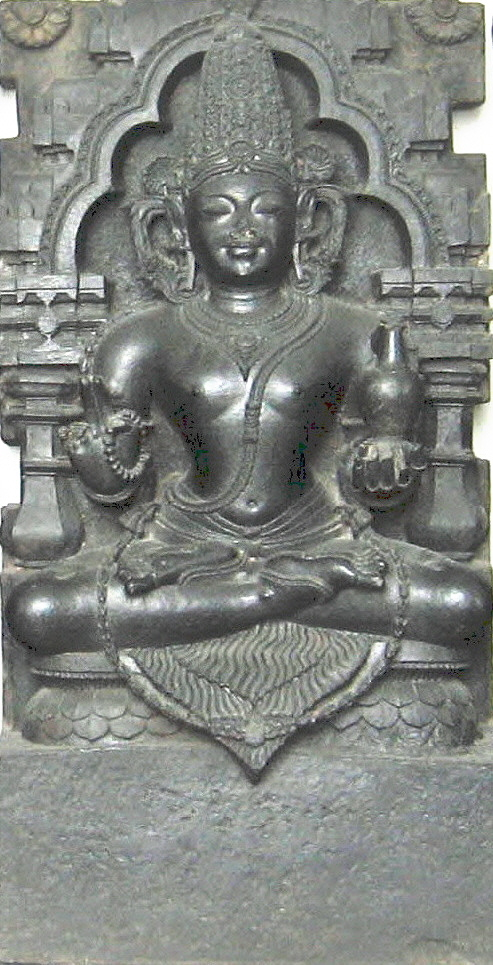
Budha, sculpture du British Museum

Budha — le sage, l'intelligent — est le nom indien de la planète Mercure, qu'il ne faut pas confondre avec Buddha, « l'éveillé ».
Budha est une des cinq premières planètes mentionnées dans les textes indiens, on en trouve mention dès les Veda.
Avec les quatre autres planètes - Shukra, Mangala, Brihaspati et Shani, c'est-à-dire respectivement Vénus, Mars, Jupiter, Saturne et le Soleil, la Lune, Râhu (l'éclipse) et Ketu (la comète) - il fait partie des navagraha ou « neuf saisisseurs » présidant aux destinées humaines comme aux cycles de la nature.